# Mangaka
A mangaka (漫画家) japán művészt jelent. A szó két részre bontható: „manga” azaz képregény, és egy toldalék, a „-ka” (szaktudást, rangot jelöl) összetétele. 
Gyakran nevezik őket karikaturistáknak, komikus művészeknek. Ennek alapvető oka, hogy alkotásaik célja a szórakoztatás; de témájukban rendkívül sokrétűek lehetnek. Olyanok ők, mint a mesélők: képekbe tömörítik történeteiket, ábrázolják az emberi érzéseket. A történelem folyamán sokat változott a nemiség is: eleinte inkább csak férfiak foglalkoztak mangákkal, később azonban már nők is rajzolhattak; 2006-ban háromezer hivatásos mangakát regisztráltak Japánban. 
Ez a szakma háromféleképpen sajátítható el. 
Egyrészt lehetséges, hogy művészeti főiskolán tanulják, akkreditált képzés keretein belül. Vannak, akik már elismert, híres mangakák mellé szegődnek tanoncnak, és úgy sajátítják el a szakma lényegét. A harmadik út az önképzés, hiszen vannak, akik saját maguk tanulnak, otthon.

## Szakmai stáb

### Szerkesztő
A mangakák segítését végző személyek. Feladatuk általában az alkotó kezéből kikerült anyag tisztázása, majd kiadásra rendezése, és a kiadási folyamat intézése is. Gyakran ők maguk is beleszólnak a képregények elkészülésébe; többségében ők adják az alapötleteket, hiszen a kiadók általában konkrét kérésekkel fordulnak egy-egy mangakához.

### Segédek
A segédek feladatköre és száma alkotónként változik. Régebben kevesebb segédet alkalmaztak, de ma már elterjedtebb. Híres alkotókról tudjuk tényként, hogy egy-egy rajzolási feladatra speciális embereket alkalmaznak, akik adott esetben jobban ismerik magát a témát, vagy az adott eszközt szebben tudják kivitelezni. Nagai Gó például a katonai eszközökre és helikopterek papírra vetésére alkalmazott egy segédet. Előfordul az is, amikor több mangaka dolgozik együtt, hosszabb ideig. Az egyik leismertebb, négy mangakából álló csoport a CLAMP, de vannak, akik teljesen egyedül dolgoznak, rááldozva a hosszabb elkészülési időt, de így érzik tökéletesnek munkájukat. Bár ez ma már nagyon ritka. 
Ma már a segédek feladatkörébe tartozik a hátterek megalkotása, és gyakran a számítógépek kezelése is.

### Használt eszközök
Ezek is változtak a történelem folyamán. Mindig a kor viszonyaihoz alkalmazkodtak a mangakák is, így rajzolták műveiket. Régebben ecsettel, ma már inkább számítógépes programokkal. Vannak, akik ma is a kézzel rajzolt képekre esküsznek, de a többség, alkalmazkodva a kor követelményeihez, már modern technikákat használ. Elterjedt és kedvelt program ezen körökben a Photoshop.

## Célközönség szerinti csoportosítás
A japán képregények általában konkrét célközönségnek szólnak. Vannak olyanok, amiket kifejezetten gyerekek számára készítenek, ilyen például Fudzsiko F. Fudzsio Doraemon című alkotása.
- Dzsoszei: olyan mangák, amiknek a felnőtt nők képezik a célközönségét. Ritka műfaj, keveset ismerünk, de ebbe a kategóriába sorolható Amemija Juki és Icsihara Jukino közös alkotása, a 07-Ghost.
- Sódzso: Fiatal lányoknak szóló, általában romantikus alkotások. Ilyen például Juki Kaori egyik leghíresebb alkotása, az Angyalok menedéke.
- Sónen: Célközönségét a fiatal fiúk képezik. Gyakoriak benne a harci jelenetek, többségükben ennek központi szerep jut, ahogy a fantasy-nak is. Ilyenek a hazánkban legismertebb mangák, a Bleach és a Naruto.
- Szeinen: 18-30 év közötti férfiaknak szóló alkotások, kifinomultabbak, mint a sónen, kevesebb bennük a fantasztikus elem. Ebbe a kategóriába sorolható Fudzsisima Kószuke egyik legismertebb alkotása, az Oh My Goddes!.

## Téma szerinti csoportosítás
Alapvető eltérést nem mutatnak az irodalmi alkotásoktól. Létezik sci-fi, fantasy, romantikus, akció. A mangák szépen besorolhatóak, de több átmenet is van. Két téma azonban kevésbé megszokott:
Az egyiket összefoglalóan homoszexuális mangaként definiálhatjuk. A téma Európában tabunak számít, Japánban azonban előszeretettel foglalkoznak ezzel is. 
- Juri : Nők közötti szerelmet ábrázol. Például: Morinaga Milk: Girl Friends
- Jaoi : Férfiak közti szerelmet mutat be. Ilyen alkotás például Jamane Ajano Crimson Spell című képregénye.

A másik, külön említendő téma a dódzsinsi. Ebben az esetben a manga nem önálló alkotás, sőt még csak nem is anime alapjául szolgál, hanem inkább egy animéből készült, általában önálló történet. Származhat az anime alkotójától, de lehet egyszerű rajongói képzelgés is.

## Fordítás
- Ez a szócikk részben vagy egészben  a   Mangaka című angol Wikipédia-szócikk fordításán alapul.  Az eredeti cikk szerkesztőit annak laptörténete sorolja fel. Ez a jelzés csupán a megfogalmazás eredetét és a szerzői jogokat jelzi, nem szolgál a cikkben szereplő információk forrásmegjelöléseként.